# Prince of Persia Classic
Prince of Persia Classic je remake původní hry Prince of Persia z roku 1989. Tento remake, vytvořený vývojáři z Gameloft v roce 2007, je určený pro mobilní telefony, Xbox Live Arcade a PlayStation Network.

## Srovnání s originálem
Úrovně jsou stejné jako v originále, Princ umí nové pohyby a ve hře se vyskytuje množství nových a inteligentních nepřátel. Hra obsahuje tři herní módy se stupňující se obtížností.